# Innocent III
Cet article concerne le pape du début du XIIIe siècle. Pour l’antipape, voir Innocent III (antipape).
Pour les articles homonymes, voir Innocent.
Lotario dei conti di Segni, né le 23 novembre 1160 à Gavignano et mort le 16 juillet 1216 à Pérouse, membre de la famille des comtes de Segni (it), est le 176e pape de l'Église catholique, élu le 8 janvier 1198 sous le nom d’Innocent III. Il est considéré dans la chrétienté latine comme l’un des papes ayant exercé une influence majeure au cours du Moyen Âge.
Préoccupé de remplir au mieux sa fonction de pape, Innocent III est un chef à la décision rapide et autoritaire. Il cherche à exalter la puissance du Saint-Siège de façon à renforcer son autorité suprême, gage selon lui de la cohésion de la chrétienté occidentale ; à cette fin, à partir de 1199, il développe la lutte contre les hérésies, notamment cathare, qu’il confie en 1213 à l’Inquisition, tribunal ecclésiastique d’exception. Une de ses œuvres majeures est de soutenir Dominique de Guzmán ainsi que François d'Assise et ses Frères mineurs et de valider leur première règle. Ce pape est également celui du plus important concile du Moyen Âge, le IVe concile du Latran, qui statue entre autres sur les dogmes, les sacrements (dont le mariage), la réforme de l’Église, la conduite des prêtres et des fidèles, la croisade, le statut et la discrimination des Juifs et des Sarrasins.
C’est sous son pontificat qu’a lieu la quatrième croisade, qui échappe à son contrôle en s’achevant par le sac de Constantinople par les croisés, événement qui creuse le fossé entre orthodoxes et catholiques.

## Avant l’élection au pontificat
Giovanni Lotario ou Lothaire est issu par son père, Trasimond, de la puissante famille des comtes de Segni, descendants de la Gens Anicia et des comtes de Tusculum qui avaient donné de nombreux papes à l’Église, et par sa mère de la noblesse romaine. Il étudie la théologie d’abord à Rome puis à Paris, où il reçoit l’enseignement de Pierre de Corbeil en même temps qu’Étienne Langton et Robert de Courçon, que Lotario élèvera plus tard à la dignité de cardinal. Il effectue ensuite un bref passage par Bologne, où il est l’élève du canoniste Hugues de Pise, qui lui inspirera un programme politique, la théocratie pontificale. En 1186, il retourne à Rome, où Grégoire VIII l’ordonne sous-diacre. Il entame alors une carrière à la curie. Clément III, son oncle, le nomme en septembre 1190 cardinal-diacre à Saints-Serge-et-Bacchus, église diaconique de Rome.
Cet homme élégant, énergique et hiératique devient rapidement le cardinal le plus en vue et le plus brillant de la curie. Infatigable travailleur, sa santé fragile lui vaudra de contracter plusieurs graves maladies.
Entre 1190 et 1198, il rédige le traité De la misère de la condition humaine (De miseria condicionis humane), aussi appelé Le Mépris du monde (De contemptu mundi) ; un traité sur le mariage (De quadripartita specie nuptiarum, Les quatre sens du mariage), et un autre sur la messe, Les mystères des messes (De missarum mysteriis). Ce dernier comporte un long chapitre sur les couleurs, repris par tous les liturgistes du XIIIe siècle et appliqué dans de nombreux diocèses.
Alors qu’il est le plus jeune des cardinaux (37 ans), il est élu pape à l’unanimité, en 1198, le jour même de la mort de Célestin III.

## Du «vicaire de Pierre» au «vicaire du Christ»
Dès les premiers temps de son pontificat, Innocent III renforce considérablement le pouvoir du pape dans l'Église et met pleinement en application, à cet égard, le programme des Dictatus papæ de Grégoire VII. Pour cela, il impose l'idée que le pape n'est pas un évêque comme les autres, simplement investi d'une dignité et d'une fonction honorifique supérieures, mais un représentant du Christ lui-même, situé au-dessus de ces simples représentants des apôtres que sont les évêques.
Cette évolution est marquée notamment dans le changement de titulature : Innocent III ne se dit plus « vicaire de Pierre » comme ses prédécesseurs, mais « vicaire du Christ ». Il s'ensuit qu'Innocent III réserve au seul pape la « plénitude de puissance » (plenitudo potestatis), les évêques se voyant investis seulement d'une « part de sollicitude » (pars sollicitudinis).
Concrètement, le pape impose son autorité sur l'épiscopat, avec une fermeté inédite, de deux manières : en monopolisant le contrôle sur les élections, les dépositions, les transferts et les résignations épiscopales et utilisant la procédure inquisitoire, dont il met au point la forme définitive, pour mener des enquêtes judiciaires contre les prélats désobéissants, fautifs ou négligents, sur la seule base de la mauvaise « renommée » (fama) qui lui parvient à leur sujet.

## Théocratie pontificale
Lotario pourrait avoir choisi son nom de pape en référence à son prédécesseur Innocent II (1130-1143), qui avait imposé à l’empereur de reconnaître la supériorité du Sacerdoce sur l’Empire en se prêtant, en 1131 à Liège, à un rituel (décrit dans la Fausse Donation de Constantin) au cours duquel le titulaire de l’Empire, à pied, promenait par la bride un cheval blanc sur lequel le pape était monté.
C’est Innocent III qui impose le monopole de la papauté sur le titre de « vicaire du Christ (en) », jusque-là partagé par les évêques (le titre de « vicaire de Pierre » étant alors abandonné). À travers ses lettres, ses sermons et ses bulles, se développe une doctrine théocratique cohérente de la plenitudo potestatis (« plénitude de puissance ») qui confère au pape une puissance illimitée ; le programme de la Réforme grégorienne est porté à son aboutissement. Innocent III soutient ainsi l’idée que le pape détient seul l’entière souveraineté (l’auctoritas des Romains). Les princes possèdent la potestas, c’est-à-dire la puissance politique, qui leur est donnée directement par Dieu. Ils accomplissent comme ils l’entendent leur office dans leur domaine. Il en découle que les souverains ne peuvent se soustraire à l’autorité, pontificale pas plus que les Églises nationales. « Nous avons été institués prince sur la Terre (…) avec le pouvoir de renverser, de détruire, de dissiper, d’édifier et de planter ». Il déclare au patriarche de Constantinople que l'univers entier a été confié à saint Pierre et à ses successeurs[réf. nécessaire].
Cependant, sa doctrine est plus souple que celle des dictatus papæ énoncés au temps de Grégoire VII (1073-1085) : bien qu’il soutienne la supériorité du pouvoir spirituel, Innocent III limite l’intervention du pape dans le domaine temporel à trois cas : un grave péché des princes, la défense des biens ecclésiastiques et la nécessité de trancher dans un domaine où nulle juridiction n’est compétente. Ainsi, il se comporte comme l’arbitre incontesté de l’Occident chrétien et porte à son zénith la théocratie pontificale.
Le Pape veut en outre réaliser sur Terre la Cité céleste, placée sous son autorité. Il s’agit d’augustinisme politique, en référence à saint Augustin ; mais là où Augustin décrivait un idéal eschatologique, Innocent III prétend le réaliser sous son pontificat. Pour ce dernier, l’Église doit promouvoir la Cité céleste sur Terre et ainsi faire régner la paix et l’ordre.
Dans sa lettre Etsi non displiceat de 1205, Innocent III condamne quelques activités des juifs et exhorte Philippe Auguste à mettre fin à ces abus dans son domaine (en latin : abusiones huiusmodi de regno Francorum studeas abolire) et à « persécuter les loups qui ont adopté l’air de brebis, afin de démontrer la ferveur avec laquelle Sa Majesté (regia celsitudo) professe la foi chrétienne »,.
Le concile de Latran en 1215 va plus loin en instaurant une ségrégation forcée dans les royaumes de la chrétienté, obligeant les sarrasins et particulièrement les juifs à porter une marque distinctive (signum) sur leurs vêtements, qui sera la rouelle dont le port sera largement imposé encore bien après Innocent III,,. Il limite également les relations sociales et professionnelles entre juifs et chrétiens, pour éviter les « mélanges » et préserver la « pureté » des chrétiens, et travaille sans relâche à leur conversion au christianisme. Comme le mentionne l'historien John Tolan : « Pour de nombreuses raisons, le pontificat du pape Innocent III est considéré comme le précédent essentiel de la confrontation médiévale des papes et des juifs. [Il] représente à la fois un durcissement de la politique de l'Église envers les juifs et une exacerbation de la rhétorique anti-juive »,,. Il avait toutefois tenté d'assurer leur protection en publiant la constitution Licet Perfidia Judaeorum (1199) par laquelle il interdisait la spoliation des juifs, ainsi que la profanation de leurs cimetières, sous peine d'excommunication,. Le port de la rouelle par les juifs ayant mis leur vie en danger durant de longs siècles, il est pour autant souvent désigné comme un « Pape antijuif pour les plus modérés » ou « le père de l'antisémitisme » pour les autres.
Auparavant, en 1200, il n’a pas hésité à jeter l’interdit sur le royaume de France, lorsque Philippe Auguste, en 1196, fait annuler son mariage avec Ingeburge de Danemark pour épouser Agnès de Méran. Il frappe aussi l’Angleterre d’interdit puis excommunie le roi Jean sans Terre, quand celui-ci refuse l’accession d’Étienne Langton au siège de Cantorbéry en 1208. Lorsque Jean se plie à la volonté papale et demande son pardon en 1213, le pape exige une soumission complète. Le roi doit réparer les dégâts causés dans les églises pendant le conflit et se reconnaître vassal du Saint-Siège. Il prend deux ans plus tard la défense du souverain contre les barons révoltés, qui, à ses yeux, menacent la paix de la chrétienté — révolte qui aboutit à la promulgation de la Magna Carta. À l’image de l’Angleterre, les rois d’Aragon, de Bulgarie et du Portugal se reconnaissent vassaux du pape.

## Lutte contre les empereurs germaniques

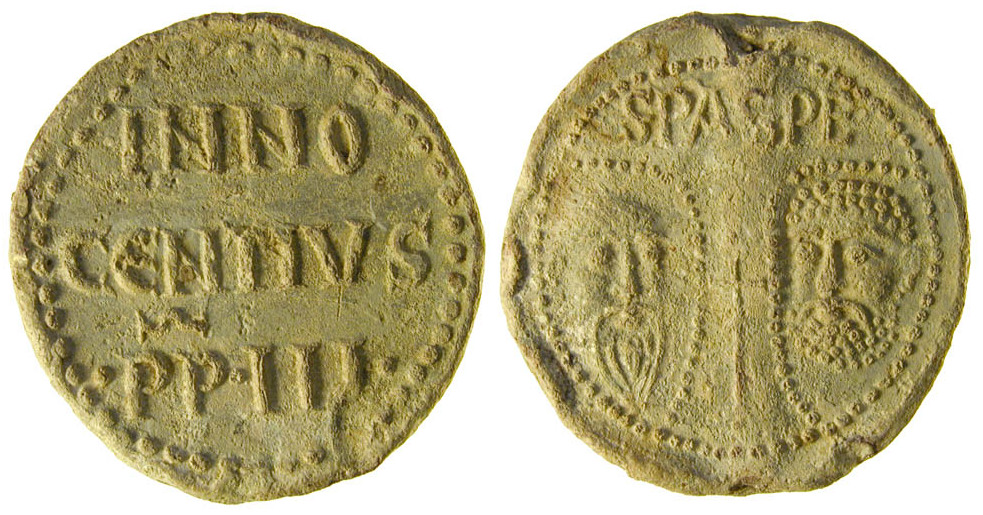
Sceau du pape Innocent III.

Le pape tente de rétablir son autorité sur Rome et ses propres États. Il liquide définitivement ce qui restait de la République romaine en obtenant la démission de la municipalité et la révocation des officiers nommés par le Sénat républicain. Le préfet, jusqu’alors agent de l’empereur, devient un fonctionnaire du Saint-Siège. Ces mesures entraînent la révolte des Romains dirigée par la noblesse. Il faut environ six ans au pape pour reprendre le contrôle de la ville. Innocent III parvient dans le même temps à mettre la main sur l’héritage de la comtesse Mathilde de Toscane, la marche d’Ancône, la Campanie, le duché de Spolète.
Il joue aussi des rivalités entre les Hohenstaufen, la maison du défunt empereur, et les guelfes. Au poste d’empereur, les guelfes font élire Otton de Brunswick tandis que les partisans des Hohenstaufen, majoritaires, font élire le frère du roi, Philippe de Souabe. Innocent III profite de l’occasion pour affirmer les droits supérieurs de la papauté. Dans la décrétale Per Venerabilem de 1202, il affirme qu’en cas de contestation de l’élection impériale, la décision finale appartient au pape.
Il favorise d’abord le guelfe Othon IV, qui, pour obtenir le soutien pontifical, lui a promis la souveraineté totale des États de l’Église, plus l’exarchat de Ravenne, les domaines de la comtesse Mathilde, la marche d’Ancône, le duché de Spolète et la reconnaissance de sa souveraineté sur la Sicile. Mais dès que son pouvoir est affermi, Othon IV renie sa promesse et se comporte comme tous les empereurs précédents. Innocent III excommunie alors Othon IV en 1210 et favorise la marche au pouvoir de Frédéric II, son pupille. Celui-ci est couronné roi à Aix-la-Chapelle en 1215 après avoir donné au pape toutes les garanties sur le maintien des droits de l’Église et sur la séparation des royaumes germaniques et de Sicile.

## InnocentIIIet les croisades

### Croisades en pays chrétien
Innocent III est à l’origine du détournement de l’idée de croisades : il forge l’idée de « croisades politiques » qui sera reprise par ses successeurs. Il est le premier à lever des taxes pour financer les croisades, et aussi à exprimer le droit à « l’exposition en proie », c’est-à-dire le droit pour le pape d’autoriser les catholiques à s’emparer des terres de ceux qui ne réprimeraient pas l’hérésie. Dès 1199, il menace ainsi de lancer une croisade contre un partisan de l’Empire.
À partir de 1207-1208, Innocent III fait prêcher la croisade contre les albigeois. Dans une lettre aux évêques du Midi, il expose pour la première fois les principes justifiant l’extension de la croisade en pays chrétien : l’Église n’est pas obligée de recourir au bras séculier pour exterminer l’hérésie dans une région ; à défaut du suzerain, elle a le droit de prendre elle-même l’initiative de convoquer tous les chrétiens, et même de disposer des territoires des hérétiques en les offrant, par-dessus le suzerain, comme butin aux conquérants. Il offre à tous ceux qui participeraient à la réduction de l’hérésie les mêmes indulgences que pour les croisés de Terre sainte, mais en plus, il leur donne les terres conquises lors de la croisade. Le IVe concile du Latran de 1215 confirme ces dispositions. Le concile ordonne aussi la prédication d’une nouvelle croisade dans toute la chrétienté. Il demande l’indulgence plénière, laquelle est étendue à ceux qui contribuent à la construction de bateaux pour la croisade, alors que jusque-là seuls les combattants en bénéficiaient. C’est un appel direct aux armateurs de villes italiennes. Il décide par ailleurs de frapper les revenus ecclésiastiques d’un impôt d’un vingtième et les biens du pape et des cardinaux d’un impôt d’un dixième. La cinquième croisade aura lieu après la mort d’Innocent.

### IVecroisade
Dès le début de son pontificat, il souhaite lancer une nouvelle croisade vers les lieux saints d’inspiration purement pontificale, contrairement aux précédentes organisées sous l’impulsion de divers souverains. La croisade est prêchée en France par le légat Pierre Capuano et le curé de Foulques de Neuilly avec beaucoup de succès. Philippe de Souabe, beau-frère d’Alexis Ange, fils de l’empereur byzantin déchu Isaac II, promet l’aide de l’Empire byzantin pour la croisade si Isaac est rétabli sur son trône. Innocent III espère tirer parti des divisions byzantines pour rétablir l’unité de l’Église. Mais la IVe croisade ne prend pas le tour prévu par le pape. Les croisés qui ne peuvent pas payer leur voyage aux armateurs vénitiens sont détournés par eux à Zara sur la côte dalmate qu’ils prennent pour le compte de Venise. Le pape excommunie les croisés et Venise, mais lève très vite l’excommunication pour les croisés. Après une nouvelle déviation de la croisade vers Constantinople et la prise de la ville par les croisés et les Vénitiens le 13 avril 1204, Innocent III accepte d’abord le fait accompli, se satisfaisant des promesses d’union des Églises et de soutien aux États latins d’Orient. Mais, informé des excès des croisés, il parle de détournement de la croisade, dont il accuse les Vénitiens. L’idée d’une déviation de cette croisade est donc contemporaine des événements.
Innocent III est méprisant envers les Grecs, qu’il indispose. Quand le clergé de Constantinople écrit au pape en 1208 pour reconnaître sa primauté et demander l’autorisation d’élire un patriarche de rite grec à côté du patriarche latin, comme à Antioche et à Jérusalem, le pape ne daigne même pas leur répondre.

## Persécution de l’hérésie
Innocent III cherche à mieux contrôler le clergé, de manière à mettre fin aux critiques adressées à certains de ses membres. Il s’appuie sur les cisterciens pour lutter contre l’hérésie cathare. Il désigne parmi eux ses légats avec pleine autorité sur les évêques en la matière. Leur action est plutôt inefficace. En 1208, le meurtre de l’un d’entre eux, Pierre de Castelnau, permet au pape de lancer la croisade contre les albigeois, à laquelle il avait appelé à plusieurs reprises depuis 1204. Il est ainsi à l’origine d’une guerre particulièrement violente contre les anticléricaux et évangélistes du Midi de l’actuelle France, déclarés hérétiques.
Dès 1199, Innocent III a développé la lutte contre les hérésies. Dans sa bulle pontificale Vergentis in senium (25 mars 1199), il assimile l’« aberration dans la foi » à un crime de lèse-majesté, concept romain redécouvert à cette époque par les autorités laïques. En 1205, dans sa bulle Si adversus vos, il condamne ceux qui viennent au secours des hérétiques, leur interdisant de fait l'assistance d’un avocat, voire de témoins à décharge. La procédure inquisitoriale, destinée à la répression de tous les méfaits (et non pas seulement des hérésies) est complétée et codifiée par une série de décrétales, en particulier Licet Heli (1199) et Qualiter et quando (1206). Toutes les dispositions relatives à la procédure inquisitoriale seront reprises et mises en ordre par le même Innocent III en novembre 1215 à l’occasion du IVe concile du Latran, au 8e canon, lui aussi nommé Qualiter et quando.
Ce concile marque l’aboutissement des efforts d’Innocent III pour le rétablissement de l’orthodoxie catholique. Il affirme (principalement pour condamner les cathares) la Trinité, l’incarnation humaine du Christ, et introduit dans le dogme, sous l’influence des théologiens Pierre Lombard et Étienne Langton, le concept de la transsubstantiation qui est défini comme dogme pour la première fois dans un canon de l’Église catholique. La simonie et le nicolaïsme sont de nouveau condamnés, de même que, pour les clercs, l’ivrognerie, le jeu, la participation aux festins et aux duels ou encore la pratique de la chirurgie. Il est rappelé que les contributions des fidèles sont volontaires et qu’il n'est pas question de les tarifer. En 1210, il voit en rêve saint François d'Assise soutenant la basilique Saint-Jean de Latran en ruines. Frappé par ce rêve, il valide verbalement la première règle rédigée par François, régissant la fraternité naissante. Malgré leur vision radicalement différente de l'Église, Innocent III et François se sont respectés. Innocent III est très souvent représenté aux côtés de saint François.[réf. nécessaire]

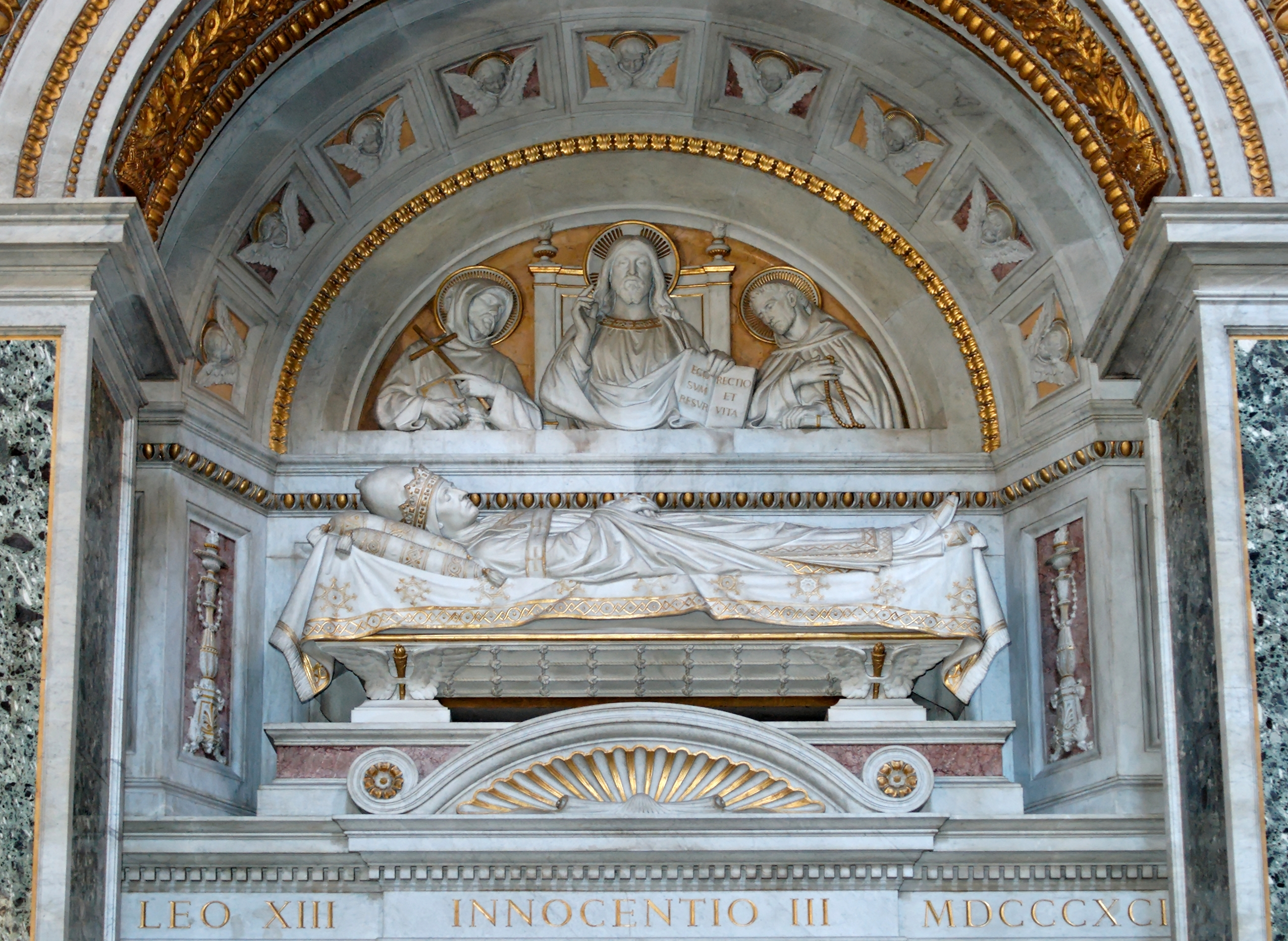
Le pape Innocent III, basilique saint Jean de Latran, Rome, Italie.

Face à la montée des hérésies en France (vaudois, cathares…), qui utilisent des traductions en langues vulgaires de la Bible, il interdit à plusieurs reprises les traductions en français de la Bible (voir la section « chronologie »).
En 1216, il entreprend un voyage en Italie du Nord, afin d’user de son autorité pour rétablir la paix entre Gênes et Pise. De passage à Pérouse, il est atteint de fièvre et y meurt le 16 juillet. Il y est inhumé dans la cathédrale San Lorenzo. Ses restes, mêlés en 1615 dans une urne à ceux d’Urbain IV et de Martin IV, sont par la suite transférés en 1891 à la basilique Saint-Jean de Latran.

## Chronologie
- 1198 : Innocent III prêche la quatrième croisade pour reprendre Jérusalem ; le commandement de l’expédition était confié au marquis Boniface de Montferrat. Cependant, cette croisade s’arrêta à Constantinople et la mit à sac. Il confirme par une bulle la propriété du prieuré Saint-Magloire de Léhon à l'abbaye de Marmoutier[50].
- 1199 : il envoie une première lettre à l’évêque de Metz afin de l’encourager à réprimer ceux qui traduisent et lisent la Bible en français[51]. Ordonne par une bulle la soumission de Dol-de-Bretagne à l’archevêque de Tours.
- 1200 : il jette l’interdit sur le royaume de France pour contraindre Philippe II à répudier Agnès de Méranie et rendre à son épouse Ingeburge de Danemark sa place de reine[52].
- 1203 : il envoie deux légats, Pierre de Castelnau et Raoul de Fontfroide, auprès du comte de Toulouse Raymond VI afin de l’inviter à mener une croisade sur ses terres.
- 1205 : par une bulle, il atteste que les comtes de Champagne sont les vassaux de l'archevêque de Reims pour Épernay, Fismes, Châtillon-sur-Marne, Vertus, et Vitry-en-Perthois.
- 1207 : il fait prêcher la croisade contre les albigeois.
- 1208 : il jette l’interdit sur le royaume d’Angleterre après son conflit avec Jean sans Terre sur la nomination de l’archevêque de Cantorbéry.
- 1209 : il décrète la croisade contre les albigeois, avec les mêmes indulgences pour les croisés que celles accordées aux combattants de Terre sainte. Bataille de Las Navas de Tolosa (1212).
- 1210 : il approuve la première communauté des frères franciscains.
- 1210 : il excommunie Otton IV du Saint-Empire tout en soutenant Frédéric II de Hohenstaufen.
- 1211 : il demande à l’évêque de Metz de s’opposer à ceux qui possèdent des Bibles en français ; des abbés missionnaires prêchent contre les traductions françaises et brûlent les Bibles en français[51].
- 1213 : il obtient la soumission de Jean sans Terre.
- 1215 : il reconnaît l’université de Paris.
- 1215 : il ordonne la cinquième croisade, vers l’Égypte.